# Internationale Filmfestspiele Berlin 1979
Die Internationalen Filmfestspiele Berlin 1979 begannen am 20. Februar 1979 und endeten am 3. März 1979. Bei diesem Festival kam es zum Eklat, als die Delegationen der sozialistischen Länder aus Protest gegen die Aufführung des ihrer Meinung nach das vietnamesische Volk beleidigenden Film Die durch die Hölle gehen von Michael Cimino ihre Filme und Teilnehmer des Festivals abzogen. Die durch die Hölle gehen wurde im Wettbewerb außerhalb der Konkurrenz gezeigt.

## Wettbewerb
Am Wettbewerb nahmen in diesem Jahr folgende Filme teil:
| Filmtitel                                            | Regisseur                | Produktionsland               | Darsteller (Auswahl)                                |
| Alexandria … warum?                                  | Youssef Chahine          | Ägypten, Algerien             |                                                     |
| David                                                | Peter Lilienthal         | Deutschland                   | Mario Fischel, Walter Taub, Eva Mattes              |
| Die Ehe der Maria Braun                              | Rainer Werner Fassbinder | Deutschland                   | Hanna Schygulla, Klaus Löwitsch, Ivan Desny         |
| Ernesto                                              | Salvatore Samperi        | Italien, Spanien, Deutschland | Virna Lisi                                          |
| Die erste Polka                                      | Klaus Emmerich           | Deutschland                   | Erland Josephson, Maria Schell                      |
| Das Gestüt                                           | András Kovács            | Ungarn                        |                                                     |
| Gurdjieff – Begegnungen mit bemerkenswerten Menschen | Peter Brook              | Großbritannien                | Dragan Maksimović, Terence Stamp, Athol Fugard      |
| Hardcore – Ein Vater sieht rot                       | Paul Schrader            | USA                           | George C. Scott, Peter Boyle                        |
| Das Herz des Waldes                                  | Manuel Gutiérrez Aragón  | Spanien                       | Ángela Molina                                       |
| Der Kaiser                                           | Jösta Hagelbäck          | Schweden                      |                                                     |
| Kassbach                                             | Peter Patzak             | Österreich                    | Walter Kohut                                        |
| Liebe auf der Flucht                                 | François Truffaut        | Frankreich                    | Jean-Pierre Léaud, Marie-France Pisier, Claude Jade |
| Mädchenjahre                                         | Jeanne Moreau            | Frankreich, Deutschland       | Simone Signoret                                     |
| Messidor                                             | Alain Tanner             | Frankreich, Schweiz           |                                                     |
| Movie Movie                                          | Stanley Donen            | USA                           | George C. Scott, Red Buttons, Eli Wallach           |
| Nosferatu – Phantom der Nacht                        | Werner Herzog            | Frankreich, Deutschland       | Klaus Kinski, Isabelle Adjani, Bruno Ganz           |
| Winterkinder                                         | Astrid Henning-Jensen    | Dänemark                      | Helle Hertz                                         |

## Internationale Jury
Jörn Donner war in diesem Jahr der Jury-Präsident. Er stand folgender Jury vor: Georg Alexander (Deutschland), Paul Bartel (USA), Liliana Cavani (Italien), Ingrid Caven (Deutschland), Julie Christie (Großbritannien), Pál Gábor (Ungarn) und Romain Gary (Frankreich).

## Preisträger
- Goldener Bär: David
- Silberne Bären:
  - Alexandria … warum? (Spezialpreis der Jury)
  - Astrid Henning-Jensen (Beste Regie)
  - Hanna Schygulla in Die Ehe der Maria Braun (Beste Darstellerin)
  - Michele Placido in Ernesto (Bester Darsteller)
  - Henning von Gierke für die Ausstattung von Nosferatu (Herausragende Einzelleistung)
  - Sten Holmberg für seine Kameraführung in Der Kaiser (Herausragende Einzelleistung)

## Weitere Preise
- FIPRESCI-Preis (Wettbewerb): Albert – warum? von Josef Rödl
- FIPRESCI-Preis (Forum): La Macchina cinema von Silvano Agosti, Marco Bellocchio, Sandro Petraglia und Stefano Rulli
- Interfilm Award – Otto-Dibelius-Preis (Wettbewerb): Albert – warum? von Josef Rödl
- Interfilm Award – Otto-Dibelius-Preis (Forum): Sürü – Die Herde von Zeki Ökten
- Leserpreis der Berliner Morgenpost: Die Ehe der Maria Braun von Rainer Werner Fassbinder